# غيورغي ماكاريدزه
غيورغي ماكاريدزه (مواليد 31 مارس 1990 في تبليسي - الاتحاد السوفييتي) لاعب كرة قدم جورجي في مركز حارس مرمى. لعب سابقا لصالح نادي الدرجة الأولى لومان الفرنسي بين 2019-2013.

## روابط خارجية
- غيورغي ماكاريدزه على موقع الاتحاد الأوربي (الإنجليزية)
- غيورغي ماكاريدزه على موقع قاعدة بيانات كرة القدم.إي يو (الإنجليزية)
- غيورغي ماكاريدزه على موقع ناشيونال فوتبول تيمز (الإنجليزية)
- غيورغي ماكاريدزه على موقع Soccerbase.com (لاعب) (الإنجليزية)
- غيورغي ماكاريدزه على موقع Soccerway.com (الإنجليزية)
- غيورغي ماكاريدزه على موقع كووورة
- غيورغي ماكاريدزه على موقع AS.com (الإسبانية)